# Rubén Plaza (Fußballspieler)
Rubén Plaza (* 17. März 1959 in Montevideo oder Canelones, Uruguay; † 13. Juli 2012 in Eisenstadt) war ein uruguayischer Fußballspieler, der den Großteil seiner Karriere in Österreich verbrachte und sich dort schließlich niederließ. Mit dem FK Austria Wien gewann er Anfang der 1980er Jahre jeweils zweimal Meisterschaft und Pokal, mit dem SC Eisenstadt den Mitropacup.

## Leben
Ruben Plaza oft Peco genannt, spielte in seiner Jugendzeit für den in Canelones ansässigen Verein CA Juanicó. Plaza hatte Ende der 1970er Jahre sein erstes professionelles Engagement bei Nacional Montevideo. Zu Beginn der Saison 1979/80 wechselte er auf Vermittlung des uruguayischen Weltpokalsiegers und vormaligen Österreich-Legionärs Julio César Morales als Stürmerhoffnung zum FK Austria Wien und teilte sich zu dort anfänglich die Wohnung mit Marcelo Francisco, einem gleichaltrigen Neuankömmling aus Brasilien. 1980 und 1981 gewann er mit der Austria die Meisterschaft und 1980 und 1982 den Cup. Persönlich konnte er sich allerdings nicht wirklich durchsetzen und kam bis zum Ende der Saison 1981/82 nur auf 21 Ligaspiele, in denen er zwei Tore erzielte. Bei den Pokalsiegen kam er zu insgesamt drei Einsätzen, allerdings nicht in den Finalspielen gegen SV Austria Salzburg, beziehungsweise FC Wacker Innsbruck.
1982 wechselte der nur 170 Zentimeter große Plaza in die burgenländische Hauptstadt, um für den dortigen Erstligaaufsteiger SC Eisenstadt zu spielen. Im Wettbewerb gegen FK Pristina, Union Teplice und Vasas Budapest gewann er mit dem SC Eisenstadt 1984 den Mitropacup, der allerdings bei weitem nicht mehr den Glanz vergangener Jahrzehnte hatte und 1992 nach einem schnell vergessenen Finale vor nur 1000 Zuschauern endgültig abgeschafft wurde. 1985 wurde Ruben Plaza mit den Eisenstädtern Achter in der Bundesliga – deren beste Platzierung aller Zeiten.
Zur Saison 1985/86 kehrte er nach Wien zurück, um für den dortigen Bundesligaabsteiger Sport-Club zu spielen. Es gelang der umgehende Wiederaufstieg. Danach kehrte er zum SC Eisenstadt zurück.
Die Saison 1986/87 verlief weder für ihn noch den Verein glücklich. Plaza zog sich im Februar 1987 während des Trainings unter anderem einen Kreuzbandriss zu und fiel lange aus. Eisenstadt musste als 10. der Bundesliga in die sogenannte „Mittlere Playoff“, wurde dort nur Siebter unter den acht Teilnehmern und fiel damit dem Abstieg anheim. Für Eisenstadt spielte er seinen vier Erstligasaisonen in insgesamt 68 von 126 Bundesligapartien, in denen er vier Mal das Tor traf. In der Saison 1987/88 blieb er zunächst für die Eisenstädter in der 2. Bundesliga aktiv, der klamme Verein freute sich aber aus finanziellen Gründen über seinen Abgang zur Winterpause nach München zum BSC Sendling der in der weiland fünftklassigen Bezirksoberliga Süd spielte. Der SC Eisenstadt hatte alsbald erstmals Kontakt mit dem Konkursrichter.
Im August 1988 kehrte er in der Funktion des Spielertrainers des SV Sigleß in der Landesliga ins Burgenland zurück. Seine Zeit als Spieler dort endete aber im November in einem Spiel gegen den SV Eltendorf mit einer erneuten Knieverletzung. Zwar wechselte er im Februar noch zum in der Ostliga spielenden ASKÖ SET Baumgarten, beendete aber im April 1989 ohne weitere Einsätze seine Laufbahn.
In der Zeit darauf beschäftigte er vornehmlich als Assistenz- und Jugendtrainer – hauptsächlich beim SC Eisenstadt, aber auch bei Vereinen wie UFC St. Georgen und UFC Donnerskirchen. Bei letzteren war er Cheftrainer.
Im August 1990 eröffnete er in Eisenstadt das auf südamerikanische Spezialitäten ausgerichtete Restaurant La Casita. 2002 spielte er in einer Benefizmannschaft des FC Burgenland mit gemeinsam mit Thomas Parits.
Ab 2004 arbeitete er für ein weltweit tätiges Unternehmen in Pöttelsdorf im Bezirk Mattersburg als Verkaufsleiter im Export. Seine Hobbys waren Mountainbiking, Bergwandern, Poker spielen und Kochen. Am 13. Juli 2012 kehrte Ruben Plaza nicht mehr von einer Mountainbike-Tour zurück und wurde später tot aufgefunden. Er wurde auf dem Friedhof von Eisenstadt beigesetzt. Er hinterließ einen Sohn aus erster Ehe.